# Can Vidal (Jaciment)
El Jaciment arqueològic de Can Vidal és un jaciment de l'Aurinyacià que es troba a Llagostera (Gironès), inclòs a l'Inventari del Patrimoni Arqueològic i Paleontològic de Catalunya.

## Descripció
El jaciment se situa en una zona planera i de contacte amb els primers relleus del massís de Cadiretes, en uns terrenys ocupats per camps de conreu. Per accedir-hi des del nucli urbà de Llagostera, cal agafar la carretera C-253a i seguir per la GI-681 en direcció a Tossa de Mar. Cal passar un camí de terra fins a un punt on cal deixar el vehicle i dirigir-se a peu a uns camps de conreu que es troben a l'esquerra i a tocar del camí, lloc on es localitza el jaciment.

## Descobriment i història de les intervencions arqueològiques
En la visita realitzada al jaciment l'any 2003 amb motiu de la seva inclusió a l'Inventari del Patrimoni Arqueològic de Catalunya, es va poder comprovar que en el lloc indicat per afeccionats locals a l'arqueologia, efectivament es podien trobar alguns materials en superfície, fet que va permetre confirmar la localització exacta del jaciment.
En aquest camp es realitzaren abocaments de fangs procedents de depuradores i basses de purins i s'excavà també una bassa per retenir aigües brutes amb l'ajuda de maquinària pesant durant els anys 2002 i 2003, treballs tots ells que malmeteren en part el jaciment.

## Troballes
És un jaciment a l'aire lliure d'edat paleolítica, on s'hi ha recollit una àmplia col·lecció d'artefactes lítics de petita grandària (majoritàriament tallats en sílex) associats a una formació llimo-arenosa d'escassa potència que recobreix el substrat granític. Comprèn una indústria amb un fort component laminar (especialment microlaminar) en la qual es troben molt ben representats els burins i raspadors carenats, en menys mesura rascadores, denticulats i, més ocasionalment, burins sobre làmines o ascles. A partir de les diferents característiques tècniques i tipològiques esmentades, el jaciment es podria atribuir de manera preliminar a estadis evolucionats de l'Aurinyacià, que és el primer dels complexos de tecnologia lítica del Paleolític Superior.